# HPS3
HPS3‏ (HPS3, biogenesis of lysosomal organelles complex 2 subunit 1) هوَ بروتين يُشَفر بواسطة جين HPS3 في الإنسان.